# Пиетрамонтекорвино
Пиетрамонтекорвѝно (на италиански: Pietramontecorvino, на местен диалект Prète, Прете) е малко градче и община в Южна Италия, провинция Фоджа, регион Пулия. Разположено е на 456 m надморска височина. Населението на общината е 2756 души (към 2010 г.).